# Nguinkol-Assawe
Nguinkol-Assawe est un village de la commune de Galim-Tignère situé dans la région de l'Adamaoua et le département du Faro-et-Déo, à proximité de la frontière avec le Nigeria.

## Population
En 1971, Nguinkol-Assawe comptait 80 habitants, principalement Foulbe.
Lors du recensement de 2005, le village était habité par 1 662 personnes, 815 de sexe masculin et 847 de sexe féminin.